# Marie Pospíšilová
Marie Pospíšilová z domu Ingrová (ur. 14 grudnia 1944 w miejscowości Vlkoš) – czeska lekkoatletka, biegaczka średniodystansowa. W czasie swojej kariery reprezentowała Czechosłowację.
Zdobyła brązowy medal w biegu na 800 metrów na pierwszych europejskich igrzyskach halowych w 1966 w Dortmundzie. Wyprzedziły ja tylko Zsuzsa Szabó-Nagy z Węgier i Karin Kessler z RFN. Odpadła w eliminacjach tej konkurencji na mistrzostwach Europy w 1966 w Budapeszcie.
Była mistrzynią Czechosłowacji w biegu na 1500 metrów w 1970 oraz w biegu przełajowym w 1965, 1966, 1968 i 1971, wicemistrzynią w biegu na 800 metrów w 1965, 1966 i 1970 oraz w biegu przełajowym w 1970, a także brązową medalistką w biegu na 800 metrów w 1968.
Ustanowiła rekordy Czechosłowacji w biegu na 800 metrów (2:06,8 14 sierpnia 1966 w Sofii, w biegu na 1500 m (4:23,3 w 1967), w biegu na milę (4:48,8 w 1966) i w sztafecie 3 × 800 metrów (6:57,8 w 1964). 